# Non Stanford
Non Stanford (Swansea, 8 gennaio 1989) è una triatleta britannica.
Nel 2016 ha partecipato ai XXXI Giochi olimpici a Rio de Janeiro concludendo in quarta posizione.

## Palmarès
- Campionati mondiali di triathlon

Londra 2013: oro nella prova femminile.